# Serge Tabekou
Serge Tabekou Ouambé (Yaoundé, 15 oktober 1996) is een Kameroense voetballer die als vleugelaanvaller of in de spits speelt. Hij maakte in augustus 2020 de overstap van Union Sint-Gillis naar Royal Excel Moeskroen. Die club leent hem in 2021-2022 uit aan Manisa FK.

## Clubcarrière

### Jeugd
Serge Tabekou, geboren in Yaoundé, is een jeugdproduct van Apéjes de Mfou, waar hij zich ontwikkelde tot het eerste elftal. In het seizoen 2013 scoorde hij 11 doelpunten. In 2014 promoveerde hij met zijn club naar de Première Division.

### AA Gent
Na een succesvolle test tijdens de wintertransferperiode mocht Tabekou de beloften van AA Gent vervoegen. Door de blessure van Moses Simon werd Tabekou alsnog geselecteerd voor de uitwedstrijd tegen Standard in de Play-offs. In diezelfde wedstrijd mocht hij invallen in de 78e minuut, en dit na pas tweemaal mee te trainen met de A-kern. Hij verving Brecht Dejaeghere en bedankte zijn invalbeurt met een doelpunt in de 94e minuut. In januari 2016 werd hij tot het einde van het seizoen verhuurd aan de Franse club CS Sedan die uitkomt in de CFA.

### Oud-Heverlee Leuven
In juli 2016 werd Tabekou door Gent voor één seizoen verhuurd aan Oud-Heverlee Leuven. Hij maakte zijn eerste doelpunt voor de Leuvense fusieclub op 25 september 2016, uit tegen Cercle Brugge.

### Union Sint-Gillis
In de zomer van 2017 tekende Tabekou een driejarig contract met 1B-ploeg Union Sint-Gillis.

### Excel Moeskroen
Na het einde van zijn contract bij Union Sint-Gillis verhuisde de Kameroener in augustus 2020 opnieuw naar de Jupiler Pro League om uit te komen voor Royal Excel Moeskroen.

## Carrièrestatistieken
| Seizoen         | Club                  |                    | Competitie         | Competitie | Competitie | Beker | Beker | Internationaal | Internationaal | Overig | Overig | Totaal | Totaal |
| Seizoen         | Club                  | Wed.               | Competitie         | Dlp.       | Wed.       | Dlp.  | Wed.  | Dlp.           | Wed.           | Dlp.   | Wed.   | Dlp.   |        |
| --------------- | --------------------- | ------------------ | ------------------ | ---------- | ---------- | ----- | ----- | -------------- | -------------- | ------ | ------ | ------ | ------ |
| 2013/14         | Apéjes de Mfou        | Vlag van Kameroen  | MTN Elite Two      | ?          | ?          | ?     | ?     | ?              | ?              | —      | —      | ?      | ?      |
| Club totaal     | Club totaal           | Club totaal        | Club totaal        | ?          | ?          | ?     | ?     | ?              | ?              | ?      | ?      | ?      | ?      |
| 2014/15         | AA Gent               | Vlag van België    | Jupiler Pro League | 1          | 1          | 0     | 0     | —              | —              | —      | —      | 1      | 1      |
| 2015/16         | AA Gent               | Vlag van België    | Jupiler Pro League | 1          | 0          | 0     | 0     | 0              | 0              | 0      | 0      | 1      | 0      |
| Club totaal     | Club totaal           | Club totaal        | Club totaal        | 2          | 1          | 0     | 0     | 0              | 0              | 0      | 0      | 2      | 1      |
| 2015/16         | → CS Sedan            | Vlag van Frankrijk | CFA                | 14         | 3          | 0     | 0     | —              | —              | —      | —      | 14     | 3      |
| Club totaal     | Club totaal           | Club totaal        | Club totaal        | 14         | 3          | 0     | 0     | 0              | 0              | 0      | 0      | 14     | 3      |
| 2016/17         | → OH Leuven           | Vlag van België    | Proximus league    | 32         | 3          | 1     | 0     | —              | —              | —      | —      | 33     | 3      |
| Club totaal     | Club totaal           | Club totaal        | Club totaal        | 32         | 3          | 1     | 0     | 0              | 0              | 0      | 0      | 33     | 3      |
| 2017/18         | Union Sint-Gillis     | Vlag van België    | Proximus league    | 24         | 2          | 2     | 1     | —              | —              | —      | —      | 26     | 3      |
| 2018/19         | Union Sint-Gillis     | Vlag van België    | Proximus league    | 27         | 1          | 3     | 0     | —              | —              | —      | —      | 30     | 1      |
| 2019/20         | Union Sint-Gillis     | Vlag van België    | Proximus league    | 26         | 8          | 1     | 0     | —              | —              | —      | —      | 27     | 8      |
| Club totaal     | Club totaal           | Club totaal        | Club totaal        | 77         | 11         | 6     | 1     | 0              | 0              | 0      | 0      | 83     | 12     |
| 2020/21         | Royal Excel Moeskroen | Vlag van België    | Jupiler Pro League | 30         | 4          | 0     | 0     | —              | —              | —      | —      | 30     | 4      |
| Club totaal     | Club totaal           | Club totaal        | Club totaal        | 30         | 4          | 0     | 0     | 0              | 0              | 0      | 0      | 30     | 4      |
| 2021/22         | → Manisa FK           | Vlag van Turkije   | TFF 1. Lig         | 11         | 0          | 1     | 0     | —              | —              | —      | —      | 12     | 0      |
| Carrière totaal | Carrière totaal       | Carrière totaal    | Carrière totaal    | 166        | 22         | 8     | 1     | 0              | 0              | 0      | 0      | 172    | 23     |

Bijgewerkt op 27 november 2021.

## Interlandcarrière
Tabekou is een voormalig Kameroens jeugdinternational. In augustus 2014 behoorde hij voor het eerste tot de voorselectie van het Kameroens voetbalelftal. Zijn debuut voor Kameroen kwam er op 9 oktober 2020 in een oefeninterland tegen Japan.